# Magomet Imadutinovich Gadzhiyev

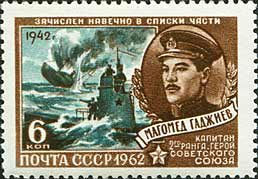
Tem 1962 vinh danh Magomet Gadzhiyev.

Magomet Imadutinovich Gadzhiyev (tiếng Nga: Магомет Имадутдинович Гаджиев; 20 tháng 12 năm 1907 - 13 tháng 6 năm 1942) là một chỉ huy tàu ngầm của Hải quân Liên Xô và là anh hùng liên bang Xô Viết. Ông chiến đấu và hi sinh trong Chiến tranh thế giới lần II.

## Tiểu sử
Gadzhiev là người dân tộc dargin, sinh ra trong một gia đình nông dân ở vùng Megeb thuộc Dagestan. Ông gia nhập hải quân năm 1925 và tốt nghiệp Trường Hải quân Frunze Higher vào năm 1932. Ông được bổ nhiêm vào đội tàu ngầm của Hạm đội Biển Đen và là phó chỉ huy của tàu ngầm lớp AG A2. Sau đó ông được giao chỉ huy tàu ngầm M-9 và SCH-117.
Năm 1939 ông học tại Học viện Hải quân Voroshilov và được bổ nhiệm vào Hạm đội Phương Bắc khi tốt nghiệp. Ông trở thành chỉ huy của tiểu đôi tàu ngầm của Hạm đội Phương Bắc năm 1940. Ông đã chỉ huy đánh chìm 10 tàu chở hàng của Đức vào năm 1942. Ngày 13 tháng 6 năm 1942 chiếc tàu lớp K K23 của ông bị lực lượng Đức chỉ huy bởi Wolfgang Kaden đánh chìm cùng với thủy thủ.

## Vinh danh
- Gadzhiev sau khi chết được trao danh hiệu Anh Hùng Sô Viết ngày 23 tháng 10 năm 1942
- Huân chương Lenin (hai lần)
- Huân chương cờ đỏ

Thị trấn Gadzhiyevo gần Murmansk được đặt theo tên ông.
Một tàu hậu cần lớp Don được đặt tên Magomet Gadzhiyev vào thập niên 1960.
Vài con đường ở Murmansk, Makhachkala, Oskemen và Polyarny và vài trường học được đặt tên để vinh danh ông.